# 냐짱 대학교
냐짱 대학교(Nha Trang University)는 베트남 남중부 연안에 있는 카인호아성 냐짱(나트랑)에 있는 대학이다. 직업훈련부터 박사학위까지 29개 전공으로 구성된 다학제 대학이다.

## 역사
냐짱 대학교는 1959년 8월 1일 하노이 농림연구소 수산학부로 설립되었다. 1966년 8월 16일 서명한 총리 155-CP에 따라 학부가 분리되어 수산업학교로 명명되었다. 1977년 이 학교는 하이퐁에서 냐짱으로 옮기고, 명칭을 해산물 공과대학으로 바꾸었다. 1980년에는 수산대학으로 개칭되었다가, 2006년 7월 25일 명칭이 현재의 냐짱 대학교로 변경되었다.
나쨩대학은 55년간 발전한 끝에 지속 가능한 토대를 마련했고, 점차 수산업과 양식업에 중점을 둔 다학제·다학급 기관이 되었다. 1990년 이전에는, 냐짱대학은 5개의 양어장만을 가지고 있었다. 그러나 현재는 다양한 전문분야에 23개 분야가 있다. 이 대학은 초기 학부 1급에서 전문자격증부터 박사학위까지 현재 4단계 교육을 받고 있다.
훈련과 연구에 큰 공헌을 한 냐짱대학은 많은 권위 있는 정부 상을 받았다. 3급 노동 훈장, 2급 노동 훈장, 1급 노동 훈장, 3급 독립 훈장, 2급 독립 훈장. 2006년 7월, 정부는 그 대학에 노동 영웅 훈장을 수여했다.
국가 고등 교육 개혁 계획을 실행하기 위해 1990년 대학은 연도별 교육 제도에서 연도별 및 학점제를 통합하여 개정 교육 체제로 전환하였다. 1995년부터 대학은 점차 학점제를 채택하고 있다. 이 시스템에서는 학생들이 교육 과정의 중심지로 인식된다. 학생들은 자신의 능력과의 관련성 있는 연구 진행 과정을 계획하는 데 적극적일 수 있고, 필요한 과정을 마친 후에 학위를 수여받을 수 있다.

## 학부
냐짱 대학교에는 다음과 같은 학부와 연구소가 있다.
- 식량과학학부
- IT 학부
- 교통공학학부
- 기계학과학부
- 전기전자공학학부
- 경제학부 교수진
- 토목공학부
- 회계재무학부
- 정치과학부
- 외국어대학교학부
- 대학원학부
- 생명공학& 환경 연구소
- 수산양식 연구소 (이전 수산양식학부)[4]
- 군사교육센터
- 해양과학어업기술 연구소(Institute of Marine Science & Fishing Technology)